# Statesville
Statesville é uma cidade localizada no estado norte-americano de Carolina do Norte, no Condado de Iredell.

## Demografia
Segundo o censo norte-americano de 2000, a sua população era de 23.320 habitantes.
Em 2006, foi estimada uma população de 25.511, um aumento de 2191 (9.4%).

## Geografia
De acordo com o United States Census Bureau tem uma área de
53,4 km², dos quais 53,2 km² cobertos por terra e 0,2 km² cobertos por água.

## Localidades na vizinhança
O diagrama seguinte representa as localidades num raio de 24 km ao redor de Statesville.